# Федаин Саддам
Федаины Саддама (араб. فدائيي صدام‎) — военная организация, принадлежавшая партии Баас и бывшему президенту Ирака Саддаму Хусейну, она не была частью иракской армии, но была непосредственно связана с президентом Республики, и её лидеры выполняли приказы президента Саддама Хусейна через его сына Удея Хусейна, который контролировал эту организацию.

## История
Федаины Саддама были сформированы в 1995 году Удеем Хусейном, старшим сыном Саддама Хусейна, с целью уничтожить внутренние угрозы режиму Баас. В их задачу входило уничтожение личных врагов Саддама и подавление восстаний. Федаины Саддама не были частью иракских вооружённых сил, членство было на добровольной основе, а их оборудование состояло из лёгкого вооружения.

### Федаины Саддама после падения Багдада в 2003 году
Во время вторжения в Ирак в 2003 году Федаины, несмотря на вооружение только АК-47, гранатомётами, минометами и некоторыми лёгкими артиллерийскими орудиями и танками, были силой, которая первоначально оказала наибольшее сопротивление американским и международным коалиционным войскам.
22 июля 2003 года во время боя в Мосуле были убиты сыновья Саддама Хусейна Удей и Кусей. Военная группа пообещала отомстить, подняв тон угроз иностранным войскам, присутствующим в Ираке. 30 ноября 2003 года федаины устроили засаду на конвой армии США в Самарре.
Многие федаины погибли в результате вторжения, в то время как другие вступили в ряды иракских партизан, и, несмотря на важную роль, которую сыграли федаины в партизанщине в суннитском треугольнике, организация как таковая прекратила своё существование в 2003 году.